# Улица кнеза Павла Карађорђевића (Земун)
| Кнеза Павла Карађорђевића                                 | Кнеза Павла Карађорђевића |
| --------------------------------------------------------- | ------------------------- |
|                                                           |                           |
| Општина                                                   | Земун                     |
| Дужина                                                    | 140 m                     |
| Ширина                                                    | 5 m                       |
|                                                           |                           |
|                                                           |                           |
| Кнеза Павла Карађорђевића, Земун, поглед ка Главној улици |                           |

 Кнеза Павла Карађорђевића налази се у централном делу ГО Земун.

## Траса
Улица кнеза Павла Карађорђевића почиње од раскрснице са Главном улицом у Земуну и праволинијски иде до раскрснице са улицама Светосавска и Немањина, укупне дужине око 140м.

## Име улице
Улица носи име по кнезу Павлу Карађорђевићу (1893 —  1976), члану династије Карађорђевић и кнезу-намеснику Краљевине Југославије после убиства краља Александра I Карађорђевића 1934. до 27. марта 1941. године.
До новембра 2021. улица је носила име по Јосипу Јурају Штросмајеру.

## Значајни објекти
У улици кнеза Павла бр. 3 налази се један од улаза у Команду ваздухопловства, односно налазе се Галерија „Икар”, ресторан и башта. 
У склопу објекта је и Клуб ваздухопловства који има велику свечану салу и галерију „Икар”, где се одржавају представе аматерских и професионалних позоришта, концерти, изложбе.
На броју 6 налази се Самостан Светог Ивана Крститеља и Антуна, који су фрањевци почели да зидају 1750. године. Црква је подигнута у част Светог Ивана Крститеља, а три олтара у њој посвећена су Светом Антуну, Жалосној Госпи и Блаженој Девици Марији завршена су до 1757. године. После великог пожара и привременог напуштања, црква је обновљена 30−тих година 19.века, и реконструисана крајем 20. века. Покушаји укидања самостана од стране земунског Магистрата нису успели и самостан је опстао све до данас. Самостан и црква представљају споменике културе под заштитом државе.

## Саобраћај
Улицом кнеза Павла Карађорђевића не пролазе возила градског превоза, али се везе са осталим деловима града остварују линијама ГСП−а које пролазе Главном улицом и улицом Николаја Островског (17, 45, 73, 82, 83, 84, 88, 610, 611).